# Coupe d'Algérie de basket-ball 1992-1993
Navigation
Coupe d'Algérie 1991-1992 Coupe d'Algérie 1993-1994
La Coupe d'Algérie 1992-1993 est la 24e édition de la Coupe d'Algérie de basket-ball, compétition à élimination directe mettant aux prises des clubs de basket-ball amateurs et professionnels affiliés à la fédération algérienne de basket-ball.

## Seizièmes de finale
| #  | Date                    | Club 1               | Résultat | Club 2          | Lieu                             |
| -- | ----------------------- | -------------------- | -------- | --------------- | -------------------------------- |
| 1  | 25 février 1993 à 22h00 | HAMRA Annaba         | -        | DB Staoueli     |                                  |
| 2  | 25 février 1993 à 23h30 | USM Blida            | -        | CRE Constantine | a jijel                          |
| 3  | 25 février 1993 à 16h30 | NADIS                | -        | ASTO            | à                                |
| 4  | 25 février 1993 à 23h30 | CRM BirKhadem        | -        | MC El Eulma     | a constantine (salle its)        |
| 5  | 25 février 1993 à 15h30 | WBSK                 | -        | SR Annaba       | a chlef                          |
| 6  | 25 février 1993 à 15h30 | AS Université d'Oran | -        | CRB Dar Beida   | a chlef                          |
| 7  | 25 février 1993 à 23h00 | ASPTT Alger          | -        | RAMA Alger      | à                                |
| 8  | 25 février 1993 à 21h30 | JS Aïn El-Arbaa      | -        | ECTA Alger      | a oran (palais des sports)       |
| 9  | 25 février 1993 à 23h00 | IRM Bel-Abbès        | -        | NA Hussein Dey  | à                                |
| 10 | 25 février 1993 à 12h30 | CRB Jijel            | 66 - 93  | MC Oran         | alger salle harcha               |
| 11 | 25 février 1993 à 14h00 | ASPTT Alger          | 33 - 124 | MC Alger        | à                                |
| 12 | 25 février 1993 à 15h30 | USM Alger            | 70 - 67  | IR Hussein Dey  | à                                |
| 13 | 26 février 1993 à 11h00 | MB Batna             | -        | SC Miliana      | alger (salle harcha)             |
| 14 | 26 février 1993 à 12h30 | IRBM                 | -        | CR Témouchent   | à                                |
| 15 | 26 février 1993 à 11h30 | ASUC Blida           | -        | IRB El-Harrach  | a boufarik (salle moussa cheref) |
| 16 | 1993                    | WA Boufarik          | -        | exempt          |                                  |

## Huitièmes de finale
| # | Date               | Club 1         | Résultat | Club 2         | Lieu                        |
| - | ------------------ | -------------- | -------- | -------------- | --------------------------- |
| 1 | lundi 29 mars 1993 | USM Alger      | 49-59    | MC Oran        | a chlef salle m'hamed nasri |
| 2 | lundi 29 mars 1993 | RAMA Alger     | 62-70    | CR Témouchent  | à                           |
| 3 | lundi 29 mars 1993 | CRM BirKhadem  | 52-70    | SR Annaba      | à                           |
| 4 | lundi 29 mars 1993 | WA Boufarik    | 80-81    | ECT Alger      | a boumerdes salle 3         |
| 5 | lundi 29 mars 1993 | NA Hussein Dey | 59-70    | DRB Staoueli   | a boumerdes salle 3         |
| 6 | lundi 29 mars 1993 | USM Blida      | 88-106   | MC Alger       | à                           |
| 7 | lundi 29 mars 1993 | SC Miliana     | 65-59    | CRB Dar Beida  | à                           |
| 8 | lundi 29 mars 1993 | ASTO           | 53-75    | IRB El-Harrach | à                           |

## Quarts de finale
| # | Date                | Club 1       | Résultat | Club 2         | Lieu                    |
| - | ------------------- | ------------ | -------- | -------------- | ----------------------- |
| 1 | jeudi 29 avril 1993 | MC Oran      | -        | IRB El-Harrach | a Sidi Bel-Abbès 14h 00 |
| 2 | jeudi 29 avril 1993 | DRB Staouéli | -        | CR Témouchent  | a Sidi Bel-Abbès 15h 30 |
| 3 | jeudi 29 avril 1993 | ECT Alger    | -        | SR Annaba      | a jijel ; 17h 00        |
| 4 | jeudi 29 avril 1993 | MC Alger     | -        | SC Miliana     | a cherchell 15h 30      |

## Demi-finales
| # | Date | Club 1       | Résultat | Club 2 | Lieu |
| - | ---- | ------------ | -------- | ------ | ---- |
| 1 | 1993 | MC Alger     | -        | ...    | à    |
| 2 | 1993 | DRB Staouéli | -        | ...    | à    |

## Finale
Jeudi 24 juin 1993 a 15h00, a la salle harcha  hassen; Alger ; Mc Alger / Drb Staouéli (70 - 68) mi-temps (38-34).